# Dánia az 1956. évi nyári olimpiai játékokon
Dánia az ausztráliai Melbourne-ben és a svédországi Stockholmban megrendezett 1956. évi nyári olimpiai játékok egyik részt vevő nemzete volt. Az országot az olimpián 11 sportágban 37 sportoló képviselte, akik összesen 4 érmet szereztek.

## Érmesek
| Érem  | Versenyző                                       | Sportág    | Versenyszám           |
| ----- | ----------------------------------------------- | ---------- | --------------------- |
| Arany | Paul Elvstrøm                                   | Vitorlázás | Finn dingi            |
| Ezüst | Lis Hartel                                      | Lovaglás   | Egyéni díjlovaglás    |
| Ezüst | Cyril Andresen Ole Berntsen Christian von Bülow | Vitorlázás | Sárkányhajó           |
| Bronz | Tove Søby                                       | Kajak-kenu | Női kajak egyes 500 m |

## Atlétika
Férfi
| Versenyző       | Versenyszám | Előfutam | Előfutam | Elődöntő     | Elődöntő     | Döntő      | Döntő    |
| Versenyző       | Versenyszám | Idő      | Hely.    | Idő          | Hely.        | Idő        | Helyezés |
| --------------- | ----------- | -------- | -------- | ------------ | ------------ | ---------- | -------- |
| Gunnar Nielsen  | 800 m       | 1:51,2   | 1.       | visszalépett | visszalépett | kiesett    | kiesett  |
| Gunnar Nielsen  | 1500 m      | 3:48,6   | 4.       |              |              | 3:45,0     | 10.      |
| Thyge Thøgersen | 5000 m      | 14:29,0  | 5.       |              |              | 14:21,0    | 8.       |
| Thyge Thøgersen | 10 000 m    |          |          |              |              | nincs adat | 15.      |

## Evezés
| Versenyző                                                                           | Versenyszám              | Előfutam | Előfutam | Vigaszág     | Vigaszág     | Elődöntő | Elődöntő | Döntő   | Döntő   | Helyezés    |
| Versenyző                                                                           | Versenyszám              | Idő      | Hely.    | Idő          | Hely.        | Idő      | Hely.    | Idő     | Hely.   | Helyezés    |
| ----------------------------------------------------------------------------------- | ------------------------ | -------- | -------- | ------------ | ------------ | -------- | -------- | ------- | ------- | ----------- |
| Finn Pedersen Kjeld Østrøm                                                          | Kormányos nélküli kettes | 7:36,6   | 2.       | erőnyerő     | erőnyerő     | 8:55,1   | 4.       | kiesett | kiesett | helyezetlen |
| Elo Tostenæs Mogens Sørensen Børge Hansen Tage Grøndahl                             | Kormányos nélküli négyes | 7:08,1   | 4.       | visszalépett | visszalépett | kiesett  | kiesett  | kiesett | kiesett | helyezetlen |
| Elo Tostenæs Mogens Sørensen Børge Hansen Tage Grøndahl John Vilhelmsen (kormányos) | Kormányos négyes         | 7:05,3   | 2.       | erőnyerő     | erőnyerő     | 8:08,4   | 3.       | kiesett | kiesett | helyezetlen |

## Kajak-kenu
Férfi
| Versenyző                      | Versenyszám          | Előfutam | Előfutam | Döntő    | Döntő    |
| Versenyző                      | Versenyszám          | Idő      | Hely.    | Idő      | Helyezés |
| ------------------------------ | -------------------- | -------- | -------- | -------- | -------- |
| Villy Christiansen             | Kajak egyes 1000 m   | 4:25,2   | 2.       | 4:25,2   | 7.       |
| Svend Frømming                 | Kajak egyes 10 000 m |          |          | 50:10,0  | 7.       |
| Kaj Sylvan Gerner Christiansen | Kenu kettes 1000 m   | 5:07,5   | 4.       | kizárták | kizárták |
| Aksel Duun Finn Haunstoft      | Kenu kettes 10 000 m |          |          | 55:54,3  | 6.       |

Női
| Versenyző | Versenyszám       | Előfutam | Előfutam | Döntő  | Döntő    |
| Versenyző | Versenyszám       | Idő      | Hely.    | Idő    | Helyezés |
| --------- | ----------------- | -------- | -------- | ------ | -------- |
| Tove Søby | Kajak egyes 500 m | 2:23,7   | 1.       | 2:22,3 |          |

## Kerékpározás

### Országúti kerékpározás
| Versenyző   | Versenyszám   | Idő           | Helyezés      |
| ----------- | ------------- | ------------- | ------------- |
| Palle Lykke | Mezőnyverseny | nem ért célba | nem ért célba |

### Pálya-kerékpározás
Időfutam
| Versenyző         | Versenyszám  | Idő    | Helyezés |
| ----------------- | ------------ | ------ | -------- |
| Allan Juel Larsen | Férfi egyéni | 1:14,3 | 13.      |

## Lovaglás
megjegyzés: A lovas versenyszámokat a svédországi Stockholmban rendezték meg a szigorú ausztrál állat-egészségügyi szabályok miatt.
Díjlovaglás
| Versenyző                                     | Ló                    | Versenyszám | Döntő  | Döntő    |
| Versenyző                                     | Ló                    | Versenyszám | Pont   | Helyezés |
| --------------------------------------------- | --------------------- | ----------- | ------ | -------- |
| Lis Hartel                                    | Jubilee               | Egyéni      | 850,0  |          |
| Inger Lemvigh-Müller                          | Bel Ami               | Egyéni      | 644,0  | 23.      |
| Hermann Zobel                                 | Monty                 | Egyéni      | 673,0  | 19.      |
| Lis Hartel Inger Lemvigh-Müller Hermann Zobel | Jubilee Bel Ami Monty | Csapat      | 2167,0 | 5.       |

Lovastusa
| Versenyző                                               | Ló                | Versenyszám | Díjlovaglás | Díjlovaglás | Tereplovaglás | Tereplovaglás | Díjugratás | Díjugratás | Végeredmény | Végeredmény |
| Versenyző                                               | Ló                | Versenyszám | Bünt.       | Hely.       | Bünt.         | Hely.         | Bünt.      | Hely.      | Bünt.       | Helyezés    |
| ------------------------------------------------------- | ----------------- | ----------- | ----------- | ----------- | ------------- | ------------- | ---------- | ---------- | ----------- | ----------- |
| Karl Ammitzbøll                                         | Kajus             | Egyéni      | -129,20     | =21.        | nem ért célba | nem ért célba | kiesett    | kiesett    | kiesett     | kiesett     |
| Hans Christian Andersen                                 | Tom               | Egyéni      | -120,40     | 15.         | -24,00        | 17.           | -10,00     | =2.        | -154,40     | 13.         |
| Lars Kirkebjerg                                         | Havanna           | Egyéni      | -141,20     | =30.        | -116,48       | 23.           | -10,00     | =2.        | -267,68     | 23.         |
| Karl Ammitzbøll Hans Christian Andersen Lars Kirkebjerg | Kajus Tom Havanna | Csapat      | -390,80     | 6.          | nem ért célba | nem ért célba | kiesett    | kiesett    | kiesett     | kiesett     |

## Műugrás
Női
| Versenyző     | Versenyszám        | Selejtező | Selejtező | Döntő   | Döntő   | Döntő    |
| Versenyző     | Versenyszám        | Pont      | Helyezés  | Pont    | Össz.   | Helyezés |
| ------------- | ------------------ | --------- | --------- | ------- | ------- | -------- |
| Hanna Laursen | Egyéni toronyugrás | 45,39     | 15.       | kiesett | kiesett | kiesett  |

## Ökölvívás
| Versenyző      | Versenyszám  | 32-es főtábla               | Nyolcaddöntő                    | Negyeddöntő       | Elődöntő          | Döntő             | Helyezés |
| Versenyző      | Versenyszám  | Ellenfél Eredmény           | Ellenfél Eredmény               | Ellenfél Eredmény | Ellenfél Eredmény | Ellenfél Eredmény | Helyezés |
| -------------- | ------------ | --------------------------- | ------------------------------- | ----------------- | ----------------- | ----------------- | -------- |
| Henrik Ottesen | Harmatsúly   | erőnyerő                    | Wolfgang Behrendt (EUA) · RTD   | kiesett           | kiesett           | kiesett           | 9.       |
| Hans Petersen  | Kisváltósúly | Carlos Rodríguez (VEN) · GY | Constantin Dumitrescu (ROU) · V | kiesett           | kiesett           | kiesett           | 9.       |
| Jens Andersen  | Középsúly    |                             | Giulio Rinaldi (ITA) · V        | kiesett           | kiesett           | kiesett           | 9.       |

## Sportlövészet
Férfi
| Versenyző           | Versenyszám           | Döntő | Döntő    |
| Versenyző           | Versenyszám           | Pont  | Helyezés |
| ------------------- | --------------------- | ----- | -------- |
| Ole Hviid Jensen    | Sportpuska, fekvő     | 590   | 37.      |
| Ole Hviid Jensen    | Sportpuska, összetett | 1149  | 16.      |
| Uffe Schultz Larsen | Sportpuska, összetett | 1152  | 13.      |
| Uffe Schultz Larsen | Sportpuska, fekvő     | 595   | 18.      |

## Úszás
Férfi
| Versenyző  | Versenyszám | Előfutam | Előfutam | Előfutam | Döntő  | Döntő    |
| Versenyző  | Versenyszám | Idő      | Hely.    | Össz.    | Idő    | Helyezés |
| ---------- | ----------- | -------- | -------- | -------- | ------ | -------- |
| Knud Gleie | 200 m mell  | 2:36,4   | 2.       | 2.       | 2:40,0 | 6.       |

Női
| Versenyző    | Versenyszám | Előfutam | Előfutam | Előfutam | Döntő   | Döntő    |
| Versenyző    | Versenyszám | Idő      | Hely.    | Össz.    | Idő     | Helyezés |
| ------------ | ----------- | -------- | -------- | -------- | ------- | -------- |
| Jytte Hansen | 200 m mell  | 2:59,8   | 5.       | 9.       | kiesett | kiesett  |

## Vitorlázás
Nyílt
| Versenyző                                       | Versenyszám | Futam | Futam | Futam | Futam | Futam | Futam | Futam | Pontszám | Helyezés |
| Versenyző                                       | Versenyszám | 1     | 2     | 3     | 4     | 5     | 6     | 7     | Pontszám | Helyezés |
| ----------------------------------------------- | ----------- | ----- | ----- | ----- | ----- | ----- | ----- | ----- | -------- | -------- |
| Paul Elvstrøm                                   | Finn dingi  | 1402  | 499   | (226) | 1402  | 1402  | 1402  | 1402  | 7509     |          |
| Cyril Andresen Ole Berntsen Christian von Bülow | Sárkányhajó | 1305  | 703   | 703   | 1004  | 1004  | 1004  | (527) | 5723     |          |

## Vívás
Női
| Versenyző      | Versenyszám | Csoportkör | Csoportkör | Csoportkör | Csoportkör | Csoportkör | Csoportkör | Helyezés |
| Versenyző      | Versenyszám | 1. kör | 1. kör     | Elődöntő | Elődöntő   | Döntő | Döntő      | Helyezés |
| Versenyző      | Versenyszám | Ellenfél Eredmény | Hely.      | Ellenfél Eredmény | Hely.      | Ellenfél Eredmény | Hely.      | Helyezés |
| -------------- | ----------- | --- | ---------- | --- | ---------- | --- | ---------- | -------- |
| Karen Lachmann | Tőr, egyéni | 3. csoport · Orbán Olga (ROU) · 4-1 · Valentyina Rasztvorova (URS) · 4-2 · Nyári Magda (HUN) · 4-2 · Joy Hardon (AUS) · 4-3 · Gillian Sheen (GBR) · 1-4 · Renée Garilhe (FRA) · 2-4 · Judy Goodrich (USA) · 2-4 | 4.         | 1. csoport · Renée Garilhe (FRA) · 4-2 · Ellen Müller-Preis (AUT) · 4-2 · Emma Yefimova (URS) · 4-1 · Maxine Mitchell (USA) · 4-1 · Bruna Colombetti (ITA) · nem vívtak | 2.         | Döntő csoport · Catherine Delbarre (FRA) · 4-0 · Bruna Colombetti (ITA) · 4-0 · Gillian Sheen (GBR) · 3-4 · Orbán Olga (ROU) · 2-4 · Renée Garilhe (FRA) · 0-4 · Janice-Lee York-Romary (USA) · 3-4 · Ellen Müller-Preis (AUT) · 1-4 | 6.         | 6.       |